# Pitkin County
Pitkin County is een county in de Amerikaanse staat Colorado.
De county heeft een landoppervlakte van 2.513 km² en telt 17.148 inwoners (volkstelling 2010). De hoofdplaats is Aspen.

## Bevolkingsontwikkeling

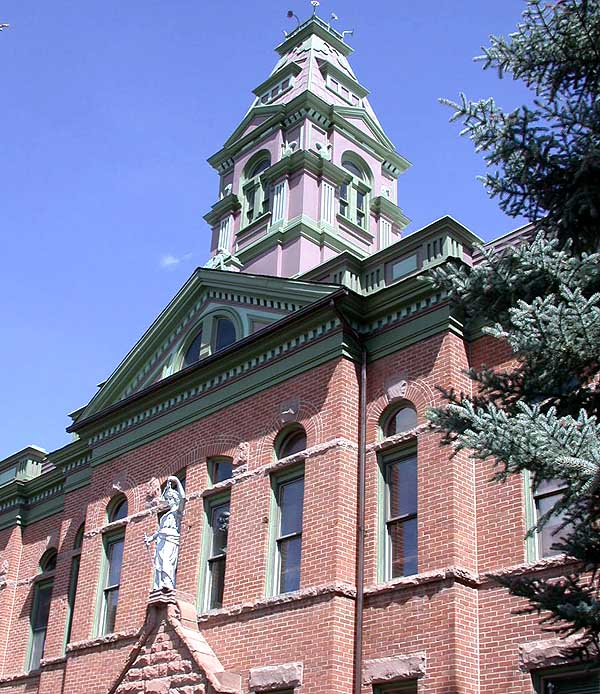
Pitkin County Courthouse